# Vuelta de Rocha

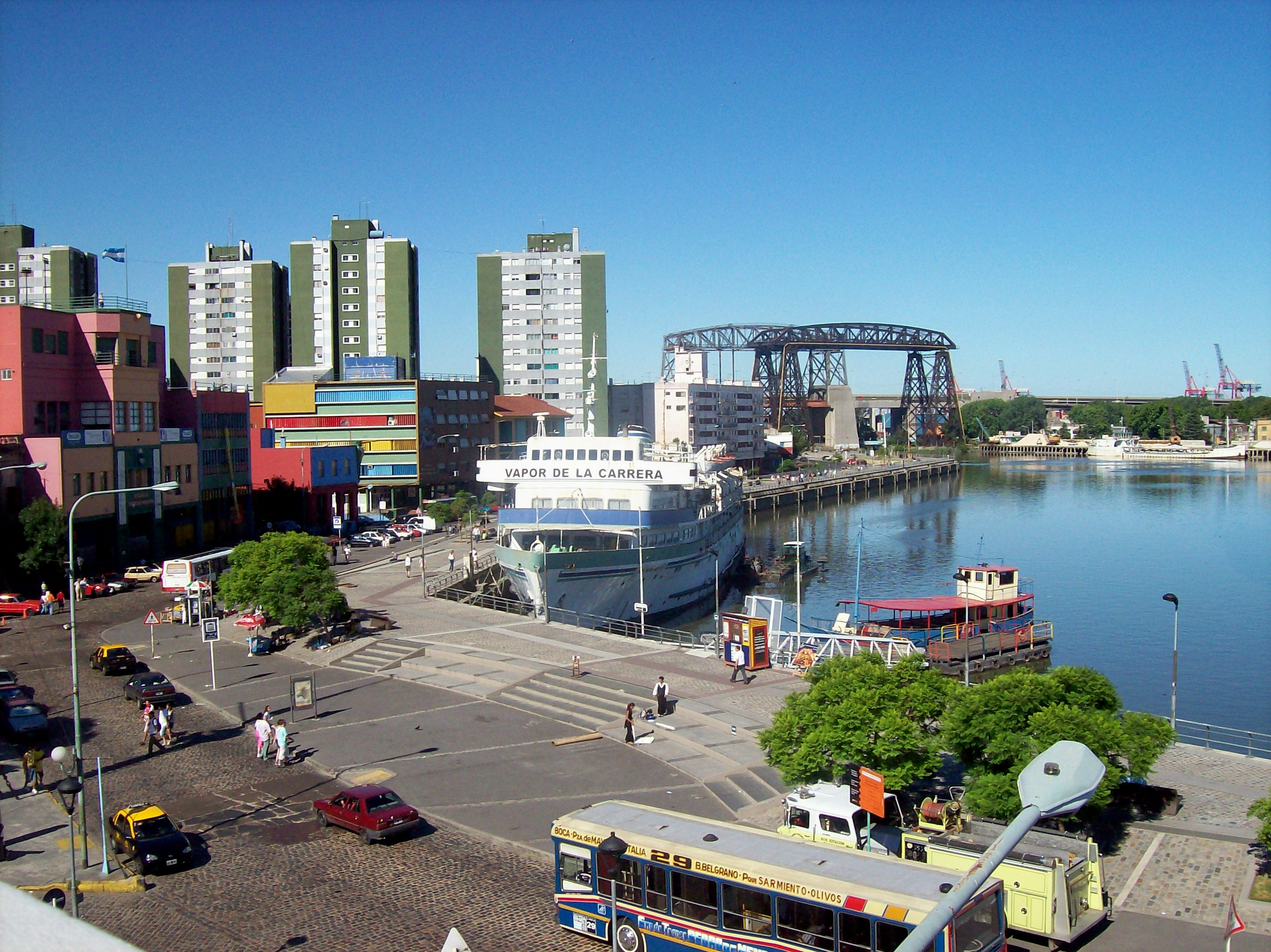
Vuelta de Rocha, Buenos Aires.

La Vuelta de Rocha es un lugar histórico y típico del barrio de La Boca, en la Ciudad de Buenos Aires, Argentina. Se trata de una meandro que forma el Riachuelo a pocos cientos de metros de desembocar en el Río de la Plata.

## Historia
Se cree que éste pudo ser el sitio de la primera fundación de la ciudad, tema aún discutido. Guiándose en lo escrito por Don Pedro de Mendoza, se ha supuesto que fue el primer asiento de la ciudad, en el actual barrio de La Boca (teoría defendida por Paul Groussac), mientras que historiadores como Guillermo Furlong han llegado a suponer que el primer asentamiento fue en el actual barrio de Parque Patricios, y otros afirman que fue en la zona del actual Parque Lezama.
Originariamente, el curso inferior del Riachuelo trazaba una curva que rodeaba una zona baja y anegadiza. En 1635 el estanciero Antonio Rocha adquirió la propiedad, y desde entonces el lugar lleva su nombre.
En la primera época de la colonia, Hernando Arias de Saavedra mandó a construir un torreón defensivo para el puerto, ubicado en la actual Vuelta de Rocha, tras el robo y saqueo de dos navíos anclados por parte de corsarios ingleses el 18 de marzo de 1607.
A lo largo de los años, la Vuelta de Rocha se ha convertido en un punto de referencia histórico. Durante la lucha por la independencia, el almirante Guillermo Brown estableció un arsenal en esta área para la reparación de los buques de la escuadra argentina que combatieron a los realistas. Posteriormente, en el contexto de la guerra contra el Imperio del Brasil, se construyeron lanchas cañoneras que desempeñaron un papel crucial en las campañas navales.
Desde mediados del siglo XIX se establecieron numerosos astilleros en la Vuelta de Rocha y en sus inmediaciones como el de Badaracco entre otros.
Con el tiempo, la evolución urbana transformó la Vuelta de Rocha. En 1885, en el contexto del proyecto de desarrollo del puerto de Buenos Aires, se eliminó la formación natural en forma de lóbulo reconfigurando el área en el fondeadero que existe actualmente.
Fue declarado Lugar Histórico por Decreto n° 18540 del 22 de junio de 1948.

## Descripción del lugar
Además de su relevancia histórica y evolución urbana, la Vuelta de Rocha posee un profundo arraigo en la cultura popular. Se convierte en un crisol de elementos típicamente porteños y de influencias extranjeras, personificadas en los inmigrantes que, al contribuir al progreso nacional, forjaron un vínculo duradero con Argentina.
Como un tributo a esta historia rica y diversa, la Vuelta de Rocha alberga la Escuela-Museo Pedro de Mendoza, fundada por el famoso pintor Benito Quinquela Martín en 1936. En este espacio, la historia y la cultura se entrelazan, capturando la esencia de un lugar que ha sido testigo de la transformación de Buenos Aires a lo largo de los años.